# Václav Hlavička
Václav Hlavička (14. prosince 1864 Bořitov – 1. dubna 1942 Netín), římskokatolický kněz, byl farářem v Netíně u Velkého Meziříčí a kaplanem Jeho Svatosti.

## Život

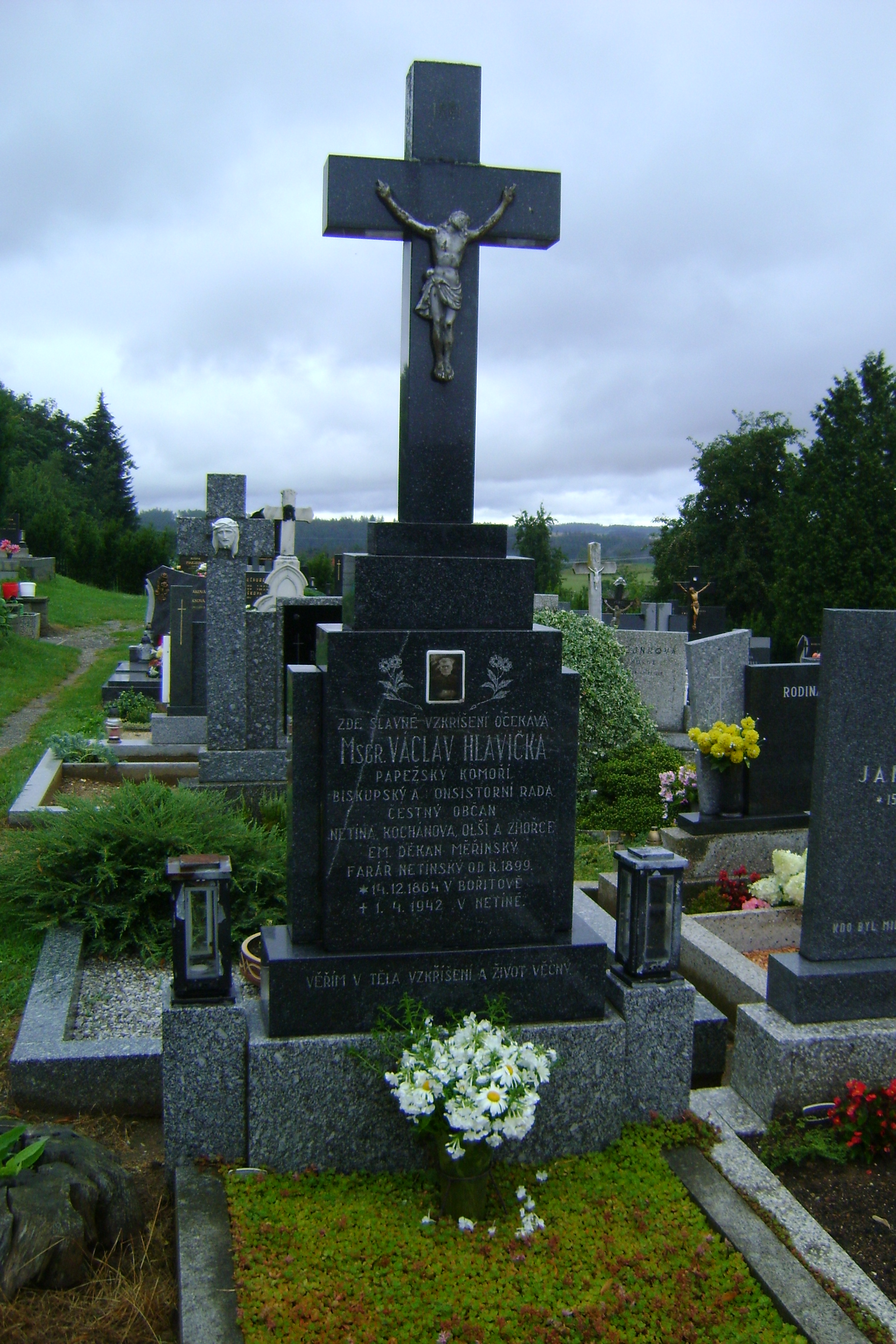
Hrob Mons. Václava Hlavičky na novém hřbitově v Netíně.

Mons. Hlavička byl vysvěcen na kněze 28. července 1889. Působil jako kooperátor v Knínicích a Šaraticích, v roce 1896 byl jmenován administrátorem ve Slavonicích, později v Křepicích a Troskovicích. Roku 1898 byl administrátorem ve Fryšavě (nyní Břežany u Znojma) a poté krátce ve Velkém Meziříčí. Od července 1889 až do své smrti v roce 1942 působil v Netíně, zprvu jako administrátor, od 7. listopadu 1899 jako farář. Za něj byl v r. 1907 nově vymalován (v novogotickém stylu) netínský kostel, a v r. 1911 do něj pořízen nový (také novogotický) hlavní oltář. Jeho kaplanem byl nějakou dobu pozdější velkomeziříčský farář a děkan Bohumil Burian. V letech 1935-1938 byl jeho kaplanem pozdější jeho nástupce v Netíně, P. Jindřich Kocman.
Mons. Hlavička byl postupem času jmenován čestným občanem obcí Netín, Olší nad Oslavou, Kochánov a Zadní Zhořec. Zemřel 1. dubna 1942, a pohřben byl na netínském hřbitově, blízko hlavního hřbitovního kříže. V září 1942 přišel na jeho místo P. Kocman, v mezidobí 1938-1942 administrátor v Předíně.